# Vultee P-66 Vanguard
Vultee P-66 Vanguard là một bổ sung tình cờ cho danh sách máy bay tiêm kích của Không quân Lục quân Hoa Kỳ. Ban đầu Thụy Điển đặt mua loại máy bay này, nhưng đến khi máy bay sẵn sàng giao cho Thụy Điển vào năm 1941 thì Hoa Kỳ không cho phép xuất khẩu chúng. Chúng được tái định dai thành P-66 và được giữ lại làm nhiệm vụ phòng thủ và huấn luyện. Cuối cùng, một số lượng lớn được gửi tới Trung Quốc.

## Operators
Đài Loan
- Không quân Cộng hòa Trung Hoa

 Anh Quốc
- Không quân Hoàng gia

 United States
- Không quân Lục quân Hoa Kỳ

## Tính năng kỹ chiến thuật (P-66)
Skyways

### Đặc điểm riêng
- Tổ lái: 1
- Chiều dài: 28 ft 5 in (8,66 m)
- Sải cánh: 35 ft 10 in (10,92 m)
- Diện tích cánh: 196,8 sq ft (18,28 m2)
- Trọng lượng rỗng: 5.237 lb (2.375 kg)
- Trọng lượng có tải: 7.100 lb (3.221 kg)
- Trọng lượng cất cánh tối đa: 7.384 lb (3.349 kg)
- Động cơ: 1 × Pratt & Whittney R-1830-33, 1.200 hp (890 kW)

### Hiệu suất bay
- Vận tốc cực đại: 295 kn; 547 km/h (340 mph)
- Vận tốc hành trình: 252 kn; 467 km/h (290 mph)
- Trần bay: 28.200 ft (8.600 m)
- Vận tốc lên cao: 2.520 ft/phút (12,8 m/s)

### Vũ khí
- 4 khẩu súng máy.30 in (7,62 mm)
- 2 khẩu súng máy.50 in (12,7 mm)